# David Turnbull
David Turnbull (ur. 10 lipca 1999 w Carluke) – szkocki piłkarz występujący na pozycji pomocnika w szkockim klubie Celtic oraz w reprezentacji Szkocji do lat 21. Wychowanek Newmains Hammers, w trakcie swojej kariery grał także w Motherwell.